# Сан-Мигел-дас-Мисойнс (муниципалитет)
Сан-Мигел-дас-Мисойнс (порт. São Miguel das Missões)  —  муниципалитет в Бразилии, входит в штат Риу-Гранди-ду-Сул. Составная часть мезорегиона Северо-запад штата Риу-Гранди-ду-Сул. Входит в экономико-статистический  микрорегион Санту-Анжелу. Население составляет 7514 человека на 2006 год. Занимает площадь 1 229,844 км². Плотность населения — 6,1 чел./км².
В муниципалитете расположены развалины миссии Сан-Мигел-дас-Мисойнс, включённой в список всемирного наследия ЮНЕСКО.

## История
Город основан 29 апреля 1988 года.

## Статистика
- Валовой внутренний продукт на 2003 составляет 136.781.664,00 реалов (данные: Бразильский институт географии и статистики).
- Валовой внутренний продукт на душу населения на 2003 составляет 18.416,81 реалов (данные: Бразильский институт географии и статистики).
- Индекс развития человеческого потенциала на 2000 составляет 0,763 (данные: Программа развития ООН).

## География
Климат местности: субтропический гумидный.

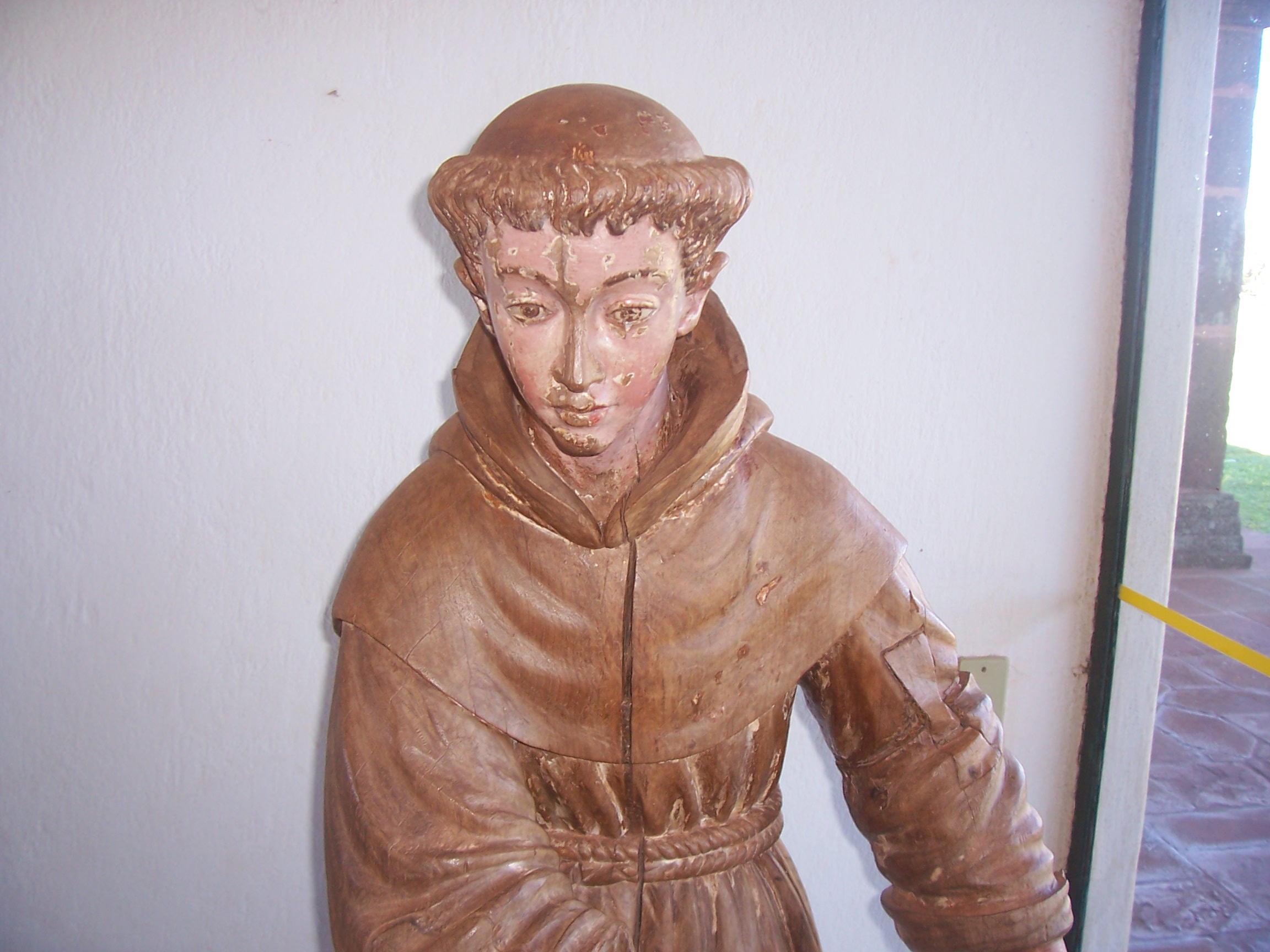